# El fin de la comedia
El fin de la comedia s una comèdia dramàtica protagonitzada pel còmic Ignatius Farray, en la qual es mostra, de manera fictícia, la seva vida dins i fora dels escenaris. La sèrie es va estrenar el 7 de novembre de 2014. Segons el propi Ignatius Farray, la sèrie tracta sobre la cruïlla de la maduresa rondant els 40.
El 24 de juny de 2017 Comedy Central estrena la segona temporada. En aquesta ocasió el personatge d'Ignatius descobreix que sofreix de miocardiopatia hipertròfica i a partir de llavors, la seva manera d'encarar la realitat canvia de manera radical.

## Abans de l'estrena
Les setmanes prèvies a l'estrena, es van reproduir els dos primers capítols al Festival de Sèries de Canal+, que va tenir lloc a Madrid, Barcelona i Màlaga entre el 17 d'octubre i 1 de novembre. La sèrie es va estrenar el dia 7 de novembre a les 23.30 en el canal Comedy Central.

## Repartiment
La sèrie és protagonitzada per Ignatius Farray i són molts els actors, còmics, periodistes o rapers que interpreten papers episòdics o bé realitzen algun cameo, com: Valeria Ros, Javier Cansado, Raúl Arévalo, Andreu Buenafuente, Joaquín Reyes, Patricia Sornosa, Miki Esparbé, Verónica Forqué, Javier Botet, Juanra Bonet, Juan Cavestany, Iñaki Gabilondo, Willy Toledo, Natalia de Molina, Ricardo Castella, Ernesto Sevilla, El Chojin, Arkano, Dani Rovira, Luis Bermejo, Marta Fernández Muro, David Broncano, Quequé, Manuel Burque, Hovik Keuchkerian, Boré Buika, Bárbara Santa-Cruz, Luis Callejo, Iggy Rubín, Kaco Forns, Jaime Muela, Maite Sandoval, Juan Carlos Librado "Nene", Lorena Iglesias, Daniel Castro, Miguel Campos, Lalo Tenorio, Aixa Villagrán o Alberto González Vázquez.

## Premis i nominacions
| Premis Emmy Internacional        | Premis Emmy Internacional                       | Premis Emmy Internacional                     | Premis Emmy Internacional | Premis Emmy Internacional |
| Any                              | Categoria                                       | Treball Nominat                               | Resultat                  | Ref.                      |
| -------------------------------- | ----------------------------------------------- | --------------------------------------------- | ------------------------- | ------------------------- |
| 2018                             | Millor sèrie de comèdia                         | El fin de la comedia                          | Nominada                  | [ 5 ]                     |
| Celtic Media Festival Awards     |                                                 |                                               |                           |                           |
| Any                              | Categoria                                       | Treball Nominat                               | Resultat                  | Ref.                      |
| 2018                             | Millor sèrie de comèdia                         | El fin de la comedia                          | Nominada                  | [ 6 ]                     |
| Premis Feroz                     |                                                 |                                               |                           |                           |
| Any                              | Categoria                                       | Treball Nominat                               | Resultat                  | Ref.                      |
| 2018                             | Millor sèrie de comèdia                         | El fin de la comedia (T2)                     | Nominada                  | [ 7 ]                     |
| Seoul International Drama Awards |                                                 |                                               |                           |                           |
| Any                              | Categoria                                       | Treball Nominat                               | Resultat                  | Ref.                      |
| 2017                             | Millor actor de sèrie de comèdia                | Ignatius Farray                               | Nominat                   | [ 8 ]                     |
| FesTVal                          |                                                 |                                               |                           |                           |
| Any                              | Categoria                                       | Treball Nominat                               | Resultat                  | Ref.                      |
| 2017                             | Premi Alma al millor guió de sèrie de televisió | Raúl Navarro, Miguel Esteban, Ignatius Farray | Guanyadors                | [ 9 ]                     |
| MIM Series Festival              |                                                 |                                               |                           |                           |
| Any                              | Categoria                                       | Treball Nominat                               | Resultat                  | Ref.                      |
| 2015                             | Millor actor de sèrie de comèdia                | Ignatius Farray                               | Guanyador                 | [ 10 ]                    |